# Corteolona

Karte der Kommune Cortelona

Corteolona ist ein Ort und eine ehemalige Gemeinde in der Provinz Pavia in der italienischen Region Lombardei.
Corteolona schloss sich am 1. Januar 2016 mit Genzone zur neuen Gemeinde Corteolona e Genzone zusammen. Die Gemeinde hatte 2013 2223 Einwohner auf einer Fläche von 10 km².